# Bell Regio
Pour les articles homonymes, voir Bell.
Bell Regio est une région homogène située sur Vénus dans le quadrangle de Bell Regio. Elle a été nommée en référence à Bell, une géante anglaise.